# Fernand Symons
Pour les articles homonymes, voir Symons.
Fernand Symons, né à  Schaerbeek le 4 février 1869  et mort à Ixelles le 9 novembre 1942, est un architecte belge de la période Art nouveau qui fut actif à Bruxelles et à Genval.

## Biographie
Fernand Symons naît à Schaerbeek le 4 février 1869, fils d'Égide Julien Symons, employé, résidant à Schaerbeek, et de Marie Camille Dumas qu'il a épousée à Schaarbeek le 25 octobre 1873.
Le 6 mai 1893, Fernand Symons épouse à Bruxelles Pauline Arcq, tailleuse, née à Bruxelles le 24 avril 1868 et morte en 1958, fille d'Antoine Joseph Arcq, sans profession, et de Céline Silvie Louis. Parmi les témoins à leur mariage on relève les architectes Valère Dumortier et Jean Hendrickx.
Fernand Symons siège au conseil communal d'Ixelles de 1922 jusqu'à son décès en 1942, et est échevin à partir de 1936.
Les époux Symons sont enterrés au cimetière d'Ixelles, dans une tombe ornée du médaillon en bronze de Fernand Symons.

## Réalisations remarquables
Les réalisations les plus connues de Fernand Symons sont le Palais du vin, rue des Tanneurs, 58-62, à Bruxelles et le Jardin d'enfants n°4 de la rue Locquenghien.

## Immeubles de style Art nouveau
- 1902 : rue des Tongres, 63-65 (sgraffites)
- 1902 : école à Drogenbos, avec ornements en sgraffite (marguerites et pavots) de Gabriel Van Dievoet
- 1903 : Maison communale de Dilbeek ; avec ornement en sgraffite de 10,50 m, par Gabriel Van Dievoet
- 1904 : Villa « Les Sorbiers » parc de Genval à La Hulpe, actuellement : avenue des Merisiers 4, Genval. Villa en style normand propriété de Fernand Symons (sgraffites de Gabriel Van Dievoet).
- 1904-1908 : Jardin d'enfants N°4, rue Locquenghien 16 (sgraffite de Henri Privat-Livemont ou Adolphe Crespin ?)
- Plusieurs immeubles et maisons particulières à Genval, principalement vers le château du lac en 1909, 1910

## Immeubles de style éclectique teinté d'Art nouveau
- 1897 : Atelier de photographe, rue de Parme 26 (sgraffites d'Adolphe Crespin)
- 1909 : Palais du vin, rue des Tanneurs, 58-62 (sgraffites de Géo Ponchon)
- Annee? 39 rue de Gravelines

## Immeubles de style éclectique
- 1895 : avenue Ducpétiaux, 54[4]
- 1896 : rue de la Victoire, 173 (beaux sgraffites)

- 1896 : rue Charles Hanssens, 9 (Néo-Renaissance flamande. Sgraffites restaurés : symboles   maçonniques, frise de putti bâtisseurs sous la corniche)

- 1900 : avenue Fonsny, 112-113
- 1901 : rue d'Espagne, 94-96-98
- 1904 : place Saint-Antoine, 5
- 1906 : maison de Monsieur Van der Heyden, boulevard Militaire ; (Jaumotte Entrepreneur), avec ornement en sgraffite de Gabriel Van Dievoet (pavot, tête ; 4,27 m)
- 1907 : rue Louis Coenen, 23-25-27
- 1911 : « Crèche royale Le Nid », rue du Nid 9-11 (sgraffites)
- 1912 : avenue Louis Lepoutre, 54
- 1913 : Clinique Saint-Michel, rue de Linthout 152-154, 2e phase (la 1re phase est de Hubert Marcq (1895) alors que la 3e phase est de Victor Horta (1923))
- 1923 : rue des Taxandres, 2-4
- 1923 : Statue du cavalier Fonck à Thimister avec le sculpteur Marcel Rau
- 1927 : « Maison Hayoit », chaussée de Louvain, 56 (avec G. Veldeman)
- 1929 : Avenue de l'Hippodrome, 1, angle de l'avenue des Klauwaerts 2, immeuble à appartements, en collaboration avec Antoine Varlet.
- avenue Molière, 297
- avenue Molière, 269 (?)